# Rude
«Rude» es el primer sencillo de la banda canadiense Magic!, incluida en su primer álbum de estudio Don't Kill the Magic, lanzado en el año 2013
. Es una canción del género reggae fussion.
A nivel internacional, la canción encabezó las islas en Estados Unidos y el Reino Unido y logró ingresar en el top 10 de las listas de canciones más exitosas en Argentina, Australia, Noruega, Nueva Zelanda, Dinamarca, Países Bajos, Suecia y Venezuela entre otros; recomiendo el disco de platino, plata, oro y el botón de diamante en Youtube en diversos países.

## Antecedentes y composición
El título de "Rude" está inspirado por el término reggae rude boy y originalmente la canción fue basada en una situación de la vida real, el cantante principal de Magic!, Nasri, estuvo en una relación conflictiva con su exnovia y un día, después de una discusión, estalló y se convirtió en "duro" (Why you gotta be so rude?/ Don't you know I'm human too?) (en español: ¿Por qué tienes que ser tan rudo? / ¿No sabes que soy humano también?) en lo que él describe como un "ambiente turbio". Sin embargo, el concepto no funcionaba con la banda por lo que fue revisado pero finalmente la canción trata de un hombre que le pide permiso al padre de su pretendida para casarse, pero éste se niega rotundamente inspirando rudeza en partes del sencillo como: Can I have your daughter for the rest of my life? / Say yes, say yes 'cause I need to know / You say I'll never get your blessing 'til the day I die / Tough luck my friend, but the answer is "no" (en español: ¿Puedo tener a tu hija para el resto de mi vida? / Di que sí, di que sí, porque necesito saberlo / Dices que nunca tendré tu bendición, hasta el día que me muera / Mala suerte amigo mío, pero la respuesta es "no"), de todas formas él quiere casarse con la chica sin importarle lo que el padre diga.
"Rude" fue escrita por Nasri, Adam Messinger, Mark Pellizzer, Ben Spivak y Alex Tanas; y fue producida por Adam Messinger.
De acuerdo con la partitura publicada por Sony/ATV Music Publishing en Musicnotes.com, "Rude" es una canción del género reggae fusion ajustada en "tiempo común" con un tempo de 72 pulsaciones por minuto. Esta canción está escrita en clave de Re♭M.

## Recepción de la crítica
Para 4Music, las críticas acerca de la canción fueron positivas, diciendo que: "Es una canción llamativa y pegadiza".
Algunos programas de televisión de los Estados Unidos criticaron la canción, incluyendo a Benji y Jenna Cowart de Nashville, quienes hicieron una versión de la canción titulada "The Dad's Side of the Story" ("El lado del padre de la historia").
Tuvo buena acogida por parte del público y la canción rápidamente se volvió viral en la web, ganando más de 988 millones de reproducciones en YouTube.

## Actuaciones en vivo
El 9 de diciembre de 2013, la banda hizo su debut en la televisión australiana en el programa Sunrise, donde interpretaron "Rude".
En junio de 2014, la banda realizó una versión acústica de la canción en On Air with Ryan Seacrest.
En julio, estuvieron en The View y en The Tonight Show Starring Jimmy Fallon.
El 10 de agosto de 2014, la banda interpretó la canción en los 2014 Teen Choice Awards.
El 20 de noviembre de 2014, interpretó junto con Marc Anthony en la 15.ª entrega de los Latin Grammy una versión de "Rude".
Tres días más tarde, se presentaron en los American Music Awards 2014 acompañados por Wyclef Jean.

## Remezcla y versión
El 2 de agosto de 2014, el DJ Zedd remezcló "Rude" en el festival de Lollapalooza y también rápidamente se volvió un éxito. Esta versión incluía elementos de «It's Just Another Groove» de The Mighty Dub Katz y «Disco Juice» de Cloud One.
El 6 de agosto de 2014, Colbie Caillat hizo una versión de la canción en Sirius XM.

## Formatos
- Descarga digital

| «Rude» |        |          |  |
| N.º    | Título | Duración |  |
| 1.     | «Rude» | 3:44     |  |

- Sencillo en CD[14]

| «Rude» |                             |          |  |
| N.º    | Título                      | Duración |  |
| 1.     | «Rude»                      | 3:45     |  |
| 2.     | «Mama Didn't Raise No Fool» | 4:07     |  |

| Descarga digital (Remixes) |                              |          |  |
| N.º                        | Título                       | Duración |  |
| 1.                         | «Rude» (Zedd Remix)          | 3:45     |  |
| 2.                         | «Rude» (Zedd Extended Remix) | 5:28     |  |

## Posicionamiento
"Rude" alcanzó el puesto número 6 en la lista canadiense Canadian Hot 100.
Entró en la lista estadounidense de Billboard Hot 100, en el puesto número 97 el 10 de mayo de 2014.
Sin embargo el 26 de julio de 2014, la canción alcanzó el puesto número 1, marcando su primer sencillo número 1. Magic! es la sexta banda canadiense que ingresa en la lista del Billboard Hot 100, una de las últimas bandas canadienses en ingresar en la lista fue Nickelback con "How You Remind Me" en 2001, también es la novena canción de reggae que llega a lo más alto, el último de ellos fue Sean Paul con "Get Busy" en 2003.
"Rude" alcanzó el puesto número 2 en la Billboard Hot Digital Songs el 18 de junio de 2014, con la descarga de 207.000 copias digitales.
La semana siguiente la canción alcanzó el puesto número 1, vendiendo 210.000 copias digitales. Es sólo la segunda canción de reggae de la Billboard Hot Digital Songs, después de Sean Kingston con "Beautiful Girls" en el año 2007.
En Australia, "Rude" alcanzó el puesto número 2 en las listas musicales de Australia.
En Nueva Zelanda, la canción también alcanzó el puesto número 2 en la lista New Zealand Singles Chart.
En el Reino Unido debutó en el puesto número 50 en las listas musicales del Reino Unido el 20 de julio de 2014, luego logró subir al puesto número 2 una semana más tarde, llegando a su máximo éxito el 3 de agosto de 2014 encabezando las listas musicales, convirtiéndose en la primera canción de Magic! en Gran Bretaña y destronando a "Crazy Stupid Love" por Cheryl Cole con Tinie Tempah de lo más alto.

## Posicionamiento en listas
| Alemania          | Offizielle Deutsche Charts | 7  |
| Argentina         | Los 40 Principales         | 4  |
| Australia         | ARIA Singles Chart         | 2  |
| Austria           | Ö3 Austria Top 40          | 3  |
| Bélgica (Flandes) | Ultratop 50                | 37 |
| Bélgica (Valonia) | Ultratop 40                | 44 |
| Canadá            | Canadian Hot 100           | 6  |
| Croacia           | Airplay Radio Chart        | 6  |
| Colombia          | National Report Top Anglo  | 2  |
| Dinamarca         | Tracklisten                | 3  |
| Escocia           | Official Charts Company    | 1  |
| Eslovaquia        | Radio Top 100 Chart        | 1  |
| España            | Top 50 Canciones           | 5  |
| Estados Unidos    | Billboard Hot 100          | 1  |
| Estados Unidos    | Pop Songs                  | 1  |
| Estados Unidos    | Adult Pop Songs            | 1  |
| Estados Unidos    | Adult Contemporary         | 1  |
| Estados Unidos    | Dance/Club Play Songs      | 41 |
| Estados Unidos    | Alternative Songs          | 19 |
| Finlandia         | Finnish Singles Chart      | 8  |
| Francia           | French Singles Chart       | 51 |
| Irlanda           | Irish Singles Chart        | 2  |
| Israel            | Israeli Airplay Chart      | 4  |
| Italia            | Italian Singles Chart      | 11 |
| Japón             | Japan Hot 100              | 4  |
| México            | Monitor Latino - Inglés    | 15 |
| Noruega           | VG-lista                   | 2  |
| Nueva Zelanda     | NZ Top 40 Singles Chart    | 2  |
| Países Bajos      | Dutch Top 40               | 3  |
| Reino Unido       | UK Singles Chart           | 1  |
| Suecia            | Swedish Singles Chart      | 2  |
| Suiza             | Swiss Singles Chart        | 11 |
| Venezuela         | Record Report              | 1  |

## Certificaciones
| País           | Organismo certificador | Certificación               | Ventas  | Ref.   |
| -------------- | ---------------------- | --------------------------- | ------- | ------ |
| Alemania       | BVMI                   | Oro                         | 150 000 | [ 46 ] |
| Australia      | ARIA                   | 4× Platino                  | 280 000 | [ 47 ] |
| Canadá         | Music Canada           | 3× Platino                  | 240 000 | [ 48 ] |
| Dinamarca      | IFPI                   | Oro                         | 15 000  | [ 49 ] |
| Estados Unidos | RIAA                   | 3× Platino                  | 3 000   | [ 50 ] |
| Italia         | FIMI                   | 2× Platino                  | 60 000  | [ 51 ] |
| México         | AMPROFON               | Diamante + 3x Platino + Oro | 510 000 | [ 52 ] |
| Nueva Zelanda  | RMNZ                   | Platino                     | 15 000  | [ 53 ] |
| Reino Unido    | BPI                    | Platino                     | 600 000 | [ 54 ] |
| Suecia         | IFPI Suecia            | 3× Platino                  | 120 000 | [ 55 ] |